# Aenhenrya
Aenhenrya es un género monotípico de orquídeas perteneciente a la subfamilia Orchidoideae. Su única especie: Aenhenrya rotundifolia (Blatt.) Sath.Kumar & F.N.Rasm., es nativa del sur de la India.

## Taxonomía
Aenhenrya rotundifolia fue descrita por (Blatt.) Sath.Kumar & F.N.Rasm. y publicado en Novon 7(1): 81. 1997.
Sinonimia
- Odontochilus rotundifolius Blatt., J. Bombay Nat. Hist. Soc. 32: 521 (1928).
- Anoectochilus rotundifolius (Blatt.) N.P.Balakr., J. Bombay Nat. Hist. Soc. 63: 330 (1967).
- Aenhenrya agastyamalayana Gopalan, J. Bombay Nat. Hist. Soc. 90: 271 (1993 publ. 1994).[3][4]